# Merak (album)
Merak is het vijfde muziekalbum van Adrian Wagner. Na zijn meest verkochte albums The Last Inca en Instincts werd het stil rond Wagner. Pas later volgde een nieuw album. Met The Last Inca vertrok Wagner naar het verleden, met Merak vertrok hij naar de toekomst. Het album is een conceptalbum voor wat betreft het thema.
Tijdens de ruimtereizen van de mensen stuitte men op The Core, een soort grensgebied tussen waar de mensheid nog kon komen en de onbekende ruimte, altijd een geliefd onderwerp bij sciencefiction. The Core is een ideale ruimte, doch deze wordt vanaf de andere kan bestookt, waarbij het er op lijkt dat de aliens van de andere zijde ook de vernietiging van de mensheid nastreven. De ruimteschepen die echter uit The Core terugkomen, worden bestuurd door mensen die gek zijn geworden in The Core. Er is dus meer aan de hand. Om de grens toch te beschermen en te bewaken worden TSA’s ingezet. TSA’s zijn Trans-Sentient Androids, een soort kruising van robot (machine) en mens (gevoel). Uiteindelijk worden zeven van deze androide op een ruimteschip gezet om The Core te verdedigen; leider van die zeven was Merak; kapitein van het ruimteschip, zelf ook TSA.
Merak is niet alleen de titel van een compact disc; er verscheen destijds ook een videoband (VHS) en het verhaal is ook op dvd verkrijgbaar. Eerste uitgaven vonden ook plaats via digital audio tape. Jeff Minter, bekend van computerspelletjes, verzorgde de opname.  Het verhaal van Merak kan nagelezen worden in het boekwerkje. Opnamen vonden plaats in de privéstudio van Wagner, The Music Suite in Cenarth (Wales). Merak is ooit live uitgevoerd in Londen met gebruik van de Trip-a-tron muziekvisualisatiesoftware van Minter.

## Musici
- Adrian Wagner – toetsinstrumenten, elektronica, computers
- Dave Burroughs – gitaar
- Dave Starke – percussie-samples
- Bill Humblett, Ann Strosbee - dierengeluiden

## Tracklist
Alle van Wagner

| Nr. | Titel                                                                         | Duur |
| --- | ----------------------------------------------------------------------------- | ---- |
| 1.  | Lift-off                                                                      |      |
| 2.  | Hyperdrive                                                                    |      |
| 3.  | Planet Inti                                                                   |      |
| 4.  | Space Battle                                                                  |      |
| 5.  | Deep Space                                                                    |      |
| 6.  | Ice Planet                                                                    |      |
| 7.  | Star Child (1.Futher and further and further in…;2.Colourspace;3.Another Son) |      |